# دروغ پسر بادکنکی

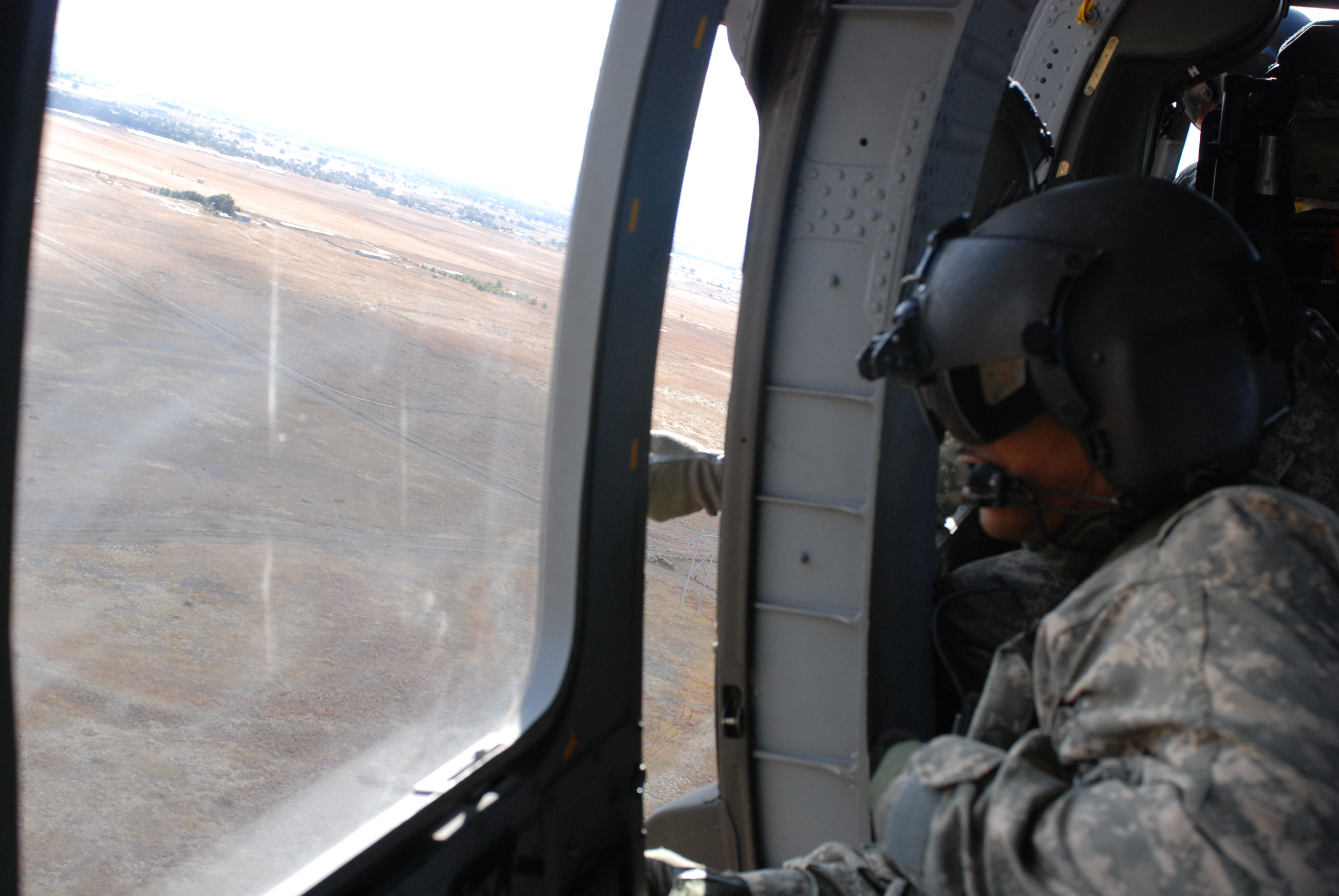
هوانوردان گارد ملی ارتش کلرادو در جستجوی «فالکون هین»

 دروغ پسر بادکنکی (به انگلیسی: Balloon boy hoax) به جریانی ساختگی گفته می‌شود که در ۱۵ اکتبر ۲۰۰۹ در کلورادو اتفاق افتاد. در این جریان یک زوج به نام‌های (ریچارد هین و همسرش مایومی) یک بادکنک پر از گاز هلیم را رها کردند تا در اتمسفر صعود کند و سپس ادعا کردند که پسر ۶ ساله‌شان "فالکن" درون این بادکنک است. این اتفاق توسط رسانه‌های گروهی اینچنین بازتاب یافت که ظاهراً این پسر در حال پرواز در ارتفاع ۷۰۰۰ فوتی (۲۱۰۰ متری) زمین درون یک سبد متصل به یک بادکنک پر از هلیم است. این اتفاق توجه جهانی را به خود جلب کرد. فالکن توسط بعضی رسانه‌ها به "پسر بادکنکی" معروف شد.
پس از یک پرواز یک ساعته و پیمودن بیش از ۸۰ کیلومتر بین شهرها، بادکنک در ۱۹ کیلومتری شمال شرق فرودگاه بین‌المللی دنور فرود آمد. مسئولین فرودگاه دنور را بلافاصله بستند و چندین هلیکوپتر گارد ملی و پلیس محلی را به دنبال آن فرستاند. بعد از آنکه بادکنک فرود آمد و پسر درون آن یافت نشد، مسئولین یک جستجوی گسترده را در تمام منطقه آغاز کردند . این ترس در حال افزایش بود که شاید پسر از بادکنک به بیرون افتاده باشد. گزارش شده بود که چیزی از بادکنک جدا شده و به زمین سقوط کرده است. پس از مدتی در بعدازظهر آن روز گزارش شد که پسر در تمام مدت زیر شیروانی خانه مخفی شده بوده است.
این شک ایجاد شده بود که این زوج از ابتدا و از روی عمد دروغ گفته‌اند. به خصوص پس از مصاحبه‌ خانواده با لری کینگ هنگامی که فالکن در پاسخ به این پرسش که چرا مخفی شده بود به پدرش گفت:"شما گفتید..آم.. ما این کارو برای نمایش کردیم". ریچارد هین بعداً مجرم شناخته شد و به ۹۰ روز حبس و پرداخت ۳۶۰۰۰ دلار جریمه محکوم شد. مایومی نیز به ۲۰ روز زندان آخر هفته محکوم شد.